# 信桐随县
信桐随县，中华民国大陆时期旧县名。
1944年由河南省信阳县、桐柏县和随县析置。以三县首字为名。1945年抗日战争胜利后撤销，仍划归各县。